# Raseborgs län

Slottslän i Finland 1595-1634

Raseborgs län eller Raseborgs slottslän (finska: Raaseporin linnalääni) var ett historiskt svensk slottslän från medeltiden till 1634, som motsvarade Västnyland i nuvarande Finland.
Vid 1500-talets mitt bestod länet av åtta socknar. Dessa var Tenala, Pojo med Karislojo kapellgäll, Karis, Lojo, Ingå, Sjundeå, Kyrkslätt och Esbo. De ursprungligen åtta socknarna blev slutligen sex.
År 1556-1569 utgjorde Raseborgs län en del av hertig Johans hertigdöme.